# Esculls d'en Ramon
Els esculls d'en Ramon són un grup d'esculls de la costa eivissenca situats al sud-oest de na Plana, una de les Illes Bledes, que formen part dels illots de Ponent, a la costa de Sant Agustí. El més occidental de tots, l'escull de Fora, constitueix el punt més occidental de les Illes Balears.
Es tracta d'un grup d'esculls sense vegetació, els més importants dels quals són, d'est a oest, la Truja, l'escull d'en Terra i l'escull de Fora, a més del Sec. Formen part de la Reserva Natural dels illots de Ponent, d'1,53 km², creada l'any 2002.